# Циммермановка
Циммерма́новка (рос. Циммермановка) — село у складі Ульчського району Хабаровського краю, Росія. Адміністративний центр та єдиний населений пункт Циммермановського сільського поселення.

## Населення
Населення — 1504 особи (2010; 1848 у 2002).
Національний склад (станом на 2002 рік):
- росіяни — 92 %